# Gödeken
Gödeken é uma comuna da Província de Santa Fé, no departamento Caseros, a 170 km de Rosário e a 299 km de Santa Fé, sendo a Ruta provincial 93 sua principal via de comunicação.

## História
Domingo Funes vendeu a Juan Gödeken uma fração de campo sem existência de caminhos ou algum tipo de assentamento, levando a supor que Juan Gödeken se encarregaria do primeiro loteamento, e que os colonos que chegavam depois limparam o campo e o cultivou, trazendo depois a maioria dos caminhos rurais.

## Toponímia
O nome do povoado é em homenagem a Juan Gödeken.

## Santo Padroeiro
- São José, festividades: 19 de março.

## Criação da Comuna
- 30 de junho de 1891.

## Biblioteca Popular
- Sarmiento

## Escolas de Educação Comum e Adultos
- Esc. Juan Gödeken, 82
- Esc. Malvinas Argentinas, 228
- Centro Alfab. 289, 12
- Esc. Baldomero F. Moreno, 104

## Televisão
- Gödeken Cable Visión

## Entidades Esportivas
- Club 25 de Mayo
- Club Soc. Dep. M. Gödeken